# Брукхертс (Вајоминг)
Брукхертс (енгл. Brookhurst) насељено је место без административног статуса у америчкој савезној држави Вајоминг.

## Демографија
По попису из 2010. године број становника је 185, што је 7 (-3,6%) становника мање него 2000. године.
| Група             | 2000.       | 2010.       |
| Белци             | 178 (92,7%) | 179 (96,8%) |
| Афроамериканци    | 0 (0,0%)    | 0 (0,0%)    |
| Азијати           | 0 (0,0%)    | 3 (1,6%)    |
| Хиспаноамериканци | 7 (3,6%)    | 3 (1,6%)    |
| Укупно            | 192         | 185         |